# 1985-ös fedett pályás atlétikai Európa-bajnokság
Az 1985-ös fedett pályás atlétikai Európa-bajnokságot Pireuszban, Görögországban rendezték március 2. és  március 3. között. Ez volt a 16. fedett pályás Eb. A férfiaknál 12, a nőknél 10 versenyszám volt. 60 méteres gátfutásban Bakos György győzött, távolugrásban kettős magyar győzelem született, Pálóczi Gyula nyert Szalma László ezüstérmet szerzett. Ez a két aranyérem az utolsó két magyar győzelem a fedett pályás atlétikai Európa-bajnokságokon.

## A magyar sportolók eredményei
Magyarország az Európa-bajnokságon 12 sportolóval képviseltette magát.
Érmesek
| Érem  | Versenyző     | Versenyszám | Dátum      |
| ----- | ------------- | ----------- | ---------- |
| Arany | Bakos György  | 60 m gát    | március 3. |
| Arany | Pálóczi Gyula | Távolugrás  | március 3. |
| Ezüst | Szalma László | Távolugrás  | március 3. |

## Éremtáblázat
(A táblázatban Magyarország eltérő háttérszínnel van kiemelve.)
| Helyezés | Nemzet         | Arany | Ezüst | Bronz | Összesen |
| 1.       | NDK            | 4     | 6     | 3     | 13       |
| 2.       | Szovjetunió    | 2     | 4     | 5     | 11       |
| 3.       | Csehszlovákia  | 2     | 3     | 1     | 6        |
| 4.       | Románia        | 2     | 2     | 1     | 5        |
| 5.       | Bulgária       | 2     | 1     | 1     | 4        |
| 6.       | Magyarország   | 2     | 1     | 0     | 3        |
| 7.       | Nagy-Britannia | 2     | 0     | 2     | 4        |
| 8.       | Olaszország    | 2     | 0     | 0     | 2        |
| 9.       | Spanyolország  | 1     | 0     | 2     | 3        |
| 10.      | Belgium        | 1     | 0     | 1     | 2        |
| 10.      | Hollandia      | 1     | 0     | 1     | 2        |
| 12.      | Svédország     | 1     | 0     | 0     | 1        |
| 13.      | NSZK           | 0     | 3     | 1     | 4        |
| 14.      | Franciaország  | 0     | 1     | 1     | 2        |
| 15.      | Írország       | 0     | 1     | 0     | 1        |
| 16.      | Lengyelország  | 0     | 0     | 2     | 2        |
| 17.      | Svájc          | 0     | 0     | 1     | 1        |

## Érmesek
- WR – világrekord
- CR – Európa-bajnoki rekord
- AR – kontinens rekord
- NR – országos rekord
- PB – egyéni rekord
- WL – az adott évben aktuálisan a világ legjobb eredménye
- SB – az adott évben aktuálisan az egyéni legjobb eredmény

### Férfi
| Versenyszám | Arany                              | Arany   | Ezüst                            | Ezüst   | Bronz                              | Bronz   |
| ----------- | ---------------------------------- | ------- | -------------------------------- | ------- | ---------------------------------- | ------- |
| 60 m        | Mike McFarlane · Nagy-Britannia    | 6,61    | Antoine Richard · Franciaország  | 6,63    | Ronald Desruelles · Belgium        | 6,64    |
| 200 m       | Stefano Tilli · Olaszország        | 20,77   | Olaf Prenzler · NDK              | 20,83   | Aleksandr Yevgenyev · Szovjetunió  | 20,95   |
| 400 m       | Todd Bennett · Nagy-Britannia      | 45,56   | Klaus Just · NSZK                | 45,90   | José Alonso · Spanyolország        | 46,52   |
| 800 m       | Rob Harrison · Nagy-Britannia      | 1:49,09 | Petre Dragoescu · Románia        | 1:49,38 | Leonid Masunov · Szovjetunió       | 1:49,59 |
| 1500 m      | José Luis González · Spanyolország | 3:39,26 | Marcus O'Sullivan · Írország     | 3:39,75 | José Luis Carreira · Spanyolország | 3:40,43 |
| 3000 m      | Bob Verbeeck · Belgium             | 8:10,84 | Thomas Wessinghage · NSZK        | 8:10,88 | Vitaliy Tishchenko · Szovjetunió   | 8:10,91 |
| 60 m gát    | Bakos György · Magyarország        | 7,60    | Jiří Hudec · Csehszlovákia       | 7,68    | Vyacheslav Ustinov · Szovjetunió   | 7,70    |
| Magasugrás  | Patrik Sjöberg · Svédország        | 2,35    | Aleksandr Kotovich · Szovjetunió | 2,30    | Dariusz Biczysko · Lengyelország   | 2,30    |
| Rúdugrás    | Szergej Bubka · Szovjetunió        | 5,70    | Aleksandr Krupskiy · Szovjetunió | 5,70    | Atanas Tarev · Bulgária            | 5,60    |
| Távolugrás  | Pálóczi Gyula · Magyarország       | 8,15    | Szalma László · Magyarország     | 8,15    | Sergey Layevskiy · Szovjetunió     | 8,14    |
| Hármasugrás | Hriszto Markov · Bulgária          | 17,29   | Ján Čado · Csehszlovákia         | 17,23   | Volker Mai · NDK                   | 17,14   |
| Súlylökés   | Remigius Machura · Csehszlovákia   | 21,74   | Ulf Timmermann · NDK             | 21,44   | Werner Günthör · Svájc             | 21,23   |

### Női
| Versenyszám | Arany                              | Arany   | Ezüst                             | Ezüst   | Bronz                            | Bronz   |
| ----------- | ---------------------------------- | ------- | --------------------------------- | ------- | -------------------------------- | ------- |
| 60 m        | Nelli Cooman · Hollandia           | 7,10    | Marlies Göhr · NDK                | 7,13    | Heather Oakes · Nagy-Britannia   | 7,22    |
| 200 m       | Marita Koch · NDK                  | 22,82   | Kirsten Emmelmann · NDK           | 23,06   | Els Vader · Hollandia            | 23,64   |
| 400 m       | Sabine Busch · NDK                 | 51,35   | Dagmar Neubauer · NDK             | 51,40   | Alena Bulířová · Csehszlovákia   | 52,64   |
| 800 m       | Ella Kovacs · Románia              | 2:00,51 | Nadezhda Olizarenko · Szovjetunió | 2:00,90 | Cristieana Cojocaru · Románia    | 2:01,01 |
| 1500 m      | Doina Melinte · Románia            | 4:02,54 | Fiţa Lovin · Románia              | 4:03,46 | Brigitte Kraus · NSZK            | 4:03,64 |
| 3000 m      | Agnese Possamai · Olaszország      | 8:55,25 | Olga Bondarenko · Szovjetunió     | 8:58,03 | Yvonne Murray · Nagy-Britannia   | 9:00,94 |
| 60 m gát    | Cornelia Oschkenat · NDK           | 7,90    | Ginka Zagorcheva · Bulgária       | 8,02    | Anne Piquereau · Franciaország   | 8,03    |
| Magasugrás  | Stefka Kostadinova · Bulgária      | 1,97    | Susanne Helm · NDK                | 1,94    | Danuta Bułkowska · Lengyelország | 1,90    |
| Távolugrás  | Galina Chistyakova · Szovjetunió   | 7,02    | Eva Murková · Csehszlovákia       | 6,99    | Heike Drechsler · NDK            | 6,97    |
| Súlylökés   | Helena Fibingerová · Csehszlovákia | 20,84   | Claudia Losch · NSZK              | 20,59   | Heike Hartwig · NDK              | 19,93   |